# وركشير

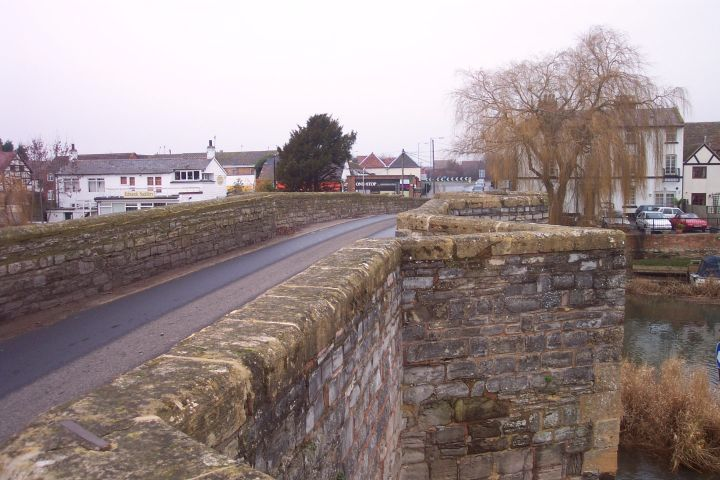
جسر يقع قبل مدخل بيدفورد أون آفون

وَرِكْشير هي مقاطعة في وسط إنجلترا حاضرتها مدينة ورك، وضمت سابقا (تقليديا) مناطقا نشأت بها مدن غرب الوسط الحديثة أثناء الثورة الصناعية، مثل برمنغم وكوفنتري. اشتهرت بصناعة الطائرات خصوصا محركاتها، ولا زال لمطار كوفنتري أهميته في هذا السياق. كما تشتهر اليوم بصناعة السيارات فتحتضن مقرات شركتي جاغوار-لاند روفر وأستون مارتن.
اليوم تبلغ مساحتها 1.975 كيلومتر مربع، وعدد سكانها 512.680 نسمة حسب إحصائيات عام 2002م.
كبرى مدنها وفق إحصائية 2004م هي ننيتن (77.500 نسمة)، ورغبي (62.100)، وبدورث (32.500)، وليمنغتن (42.300). يعيش الجزء الأكبر من السكان في الشمال وفي وسط المقاطعة. إذ أن الشمال يسيطر على الصناعة فيها مثل صناعة الاسمنت والآلات الميكانيكة ومناجم الفحم.
كانت ستراتفورد الواقعة على نهر آفون مسقط رأس شكسبير ولا زالت المقاطعة تفتخر بذلك فتلقب نفسها بـ«مقاطعة شكسبير».

## أعلام
- جون جيمس
- جوديث شكسبير
- روبرت كاتسبي
- ستيفين رونسيمان
- توماس مالوري
- هامنت شكسبير
- ريتشارد بريمر
- إينوك باول
- جيوفري هاو
- سبنسر كومبتون

## وصلات خارجية
- Warwickshire County Council
- Warwickshire College Homepage
- Images of Warwickshire at the English Heritage Archive
- وركشير على مشروع الدليل المفتوح